# Hilda Sehested
Hilda Sehested, född 27 augusti 1858 på Broholm på Fyn, död 15 april 1936 i Köpenhamn, var en dansk tonsättare. Hon var dotter till Frederik Sehested och syster till Hannibal, Knud och Thyra Sehested.
Sehested var lärjunge till C.F.E. Horneman, Orla Rosenhoff och senare till Aglae Massart i Paris. Hon utmärkte sig främst inom kammarmusiken; av hennes verk kan nämnas fyra intermezzi för pianotrio, svit för kornett och piano (eller orkester), fyra fantasier för cello och piano, Morceau pathétique för trombon och piano, Fynska bilder för klarinett, cello och piano, två fantasier för engelskt horn och stråkinstrument, rapsodi för orkester, Poëme lyrique för orkester, kantat vid Dansk Kvindesamfunds landsmöte i Århus 1916, svit för flöjt och piano 1928. Vidare fyra häften sånger med texter av Johannes Jørgensen, Valdemar Rørdam, Carl Dumreicher, Kai Hofmann och Ludvig Holstein.